# Битва при Прессбурге
Битва при Прессбурге (также битва при Братиславе или битва при Прешпорке) — состоявшееся 4 июля 907 года около современной Братиславы (Словакия) сражение, в котором армия Баварии потерпела поражение от венгров. Иногда место битвы (Brezalauspurc, то есть «град Браслава») определяют не как Братиславу, а как Залавар на озере Балатон в современной Венгрии.

## Битва
Маркграф Луитпольд Баварский собрал свою армию и намеревался дать решающий бой венграм, которые представляли собой угрозу многим странам Центральной Европы. Баварская армия, состоявшая из трёх боевых частей, была разгромлена у Братиславского града, бо́льшая часть армии Луитпольда была убита. Погибли также маркграф, три епископа и 19 баронов. Переход в 907 году власти в Венгерской орде к младшему сыну Арпада Жольту в обход троих или даже четверых его братьев позволяет предположить, что Арпад и его старшие сыновья тоже могли погибнуть в этом сражении.

## Последствия
После битвы венгры оккупировали восточную часть нынешней Австрии и всю Великую Моравию, ставшую базой походов в соседние страны. Опустошительные походы венгров в Германию, во Францию, в Испанию, Балканы и Италию, которые сами венгры называли «kalandozások» («странствия») и считали неотъемлемой частью своей пока ещё полукочевой жизни, продолжались до 955 года, когда Оттон I Великий нанёс им сокрушительное поражение в битве на реке Лех, остановившее венгерские нашествия.